# روز جهانی فرانکفونی

روز جهانی فرانکفونی (فرانسوی: Journée internationale de la Francophonie‎) در ۷۷ کشور عضو سازمان بین‌المللی فرانکفونی هر سال در ۲۰ مارس به منظور بزرگداشت زبان فرانسوی و فرهنگ فرانسه برگزار می‌شود. بیش از ۳۶۹ میلیون فرانسوی زبان روی زمین وجود دارد.
این تاریخ در سال ۱۹۸۸ ایجاد شد و تاریخ امضای کنوانسیون نیامی در نیجر در ۲۰ مارس ۱۹۷۰ را جشن می‌گیرد.
درست مانند مستعمرات بریتانیا، فرانسوی‌ها مستعمرات فرانسه را تأسیس کردند. این امر منجر به گسترش فرهنگی و زبانی در مناطقی شد که مستعمرات را تأسیس کردند.
به گفته استیون بلنی، وزیر وقت کانادا در فرانسه در سال ۲۰۱۳، روز جهانی فرانکفونی برای «تجلیل از تعهد ما به زبان فرانسوی و فرهنگ غنی و متنوع فرانسوی زبان، بلکه ارزش‌های صلح، دموکراسی و احترام به حقوق بشر که همه اعضای سازمان بین‌المللی فرانکفونی را متحد می‌کند».